# Google Календар
Google Календар (англ. Google Calendar) — безкоштовний вебзастосунок для тайм-менеджменту розроблений Google. Став доступним 13 квітня 2006, і вийшов зі стадії бета в липні 2009. Щоб отримати можливість використання застосунку, користувачі повинні мати аккаунт Google.

## Особливості

### Інтерфейс
Інтерфейс розроблений Кевіном Фоксом (який також створив Gmail та другу версію інтерфейсу Google Reader), подібний до аналогічних календарних застосунків, таких як в Microsoft Outlook чи iCal. Інтерфейс що працює на Ajax дозволяє користувачам переглядати, додавати, та перетягувати події з однієї дати на іншу, без перезавантаження сторінки. Має різні режими перегляду, такі як денний, тижневий, місячний, та порядок денний. Також можна змусити календар показувати кілька днів одразу, і налаштувати їх кількість.

### Доступ
Події зберігаються онлайн. Це означає, що календар можна переглядати з будь-якого місця, обладнаного доступом до мережі Інтернет. Це також означає, що дані не будуть втрачені, навіть якщо зламається жорсткий диск. Програма може імпортувати файли календаря Microsoft Outlook (.csv) та файли програми iCalendar (.ics, де факто відкритого стандарту календаря). Можна додавати, та обмінюватись багатьма календарями з різними рівнями прав доступу. Це спрощує співпрацю та обмін розкладами між групами. Також до імпортування у персональний календар доступні календарі з національними святами різних країн, погодою тощо.